# El Desengaño, Venustiano Carranza
El Desengaño är en ort i Mexiko.   Den ligger i kommunen Venustiano Carranza och delstaten Chiapas, i den sydöstra delen av landet, 800 km öster om huvudstaden Mexico City. El Desengaño ligger 753 meter över havet och antalet invånare är 121.
Terrängen runt El Desengaño är huvudsakligen kuperad, men åt nordost är den bergig. Runt El Desengaño är det ganska tätbefolkat, med 52 invånare per kvadratkilometer. Närmaste större samhälle är Venustiano Carranza, 9,7 km sydväst om El Desengaño. Omgivningarna runt El Desengaño är en mosaik av jordbruksmark och naturlig växtlighet.